# Khadija Bendam
 (mars 2025).
Il peut être nécessaire de l'améliorer pour respecter le principe de neutralité de point de vue. Veuillez consulter la page de discussion pour plus de détails.

 (avril 2025).
Améliorez-le ou discutez des points à vérifier. 
 (mars 2025).
Khadija Bendam est une experte marocaine en sûreté et sécurité nucléaire, ainsi qu’en préparation et réponse aux urgences radiologiques et nucléaire. Elle occupe plusieurs postes de responsabilité à l’échelle nationale et internationale, contribuant au renforcement des mesures de sûreté et de protection dans ces domaines.

## Biographie
Khadija Bendam fait carrière dans les domaines de la sûreté nucléaire, de la gestion des urgences radiologiques et nucléaires, ainsi que de la prévention des risques chimiques et biologiques. Son expertise lui permet d’accéder à des postes de haut niveau au sein d’organisations internationales, où elle joue un rôle clé dans l’élaboration des réglementations et l’adoption des meilleures pratiques en matière de sécurité[source détournée].
Khadija Bendam a rejoint le CNESTEN[Quoi ?] en 2000 et y a occupé plusieurs postes de responsabilité. Elle a d’abord été en charge de la réglementation technique, avant d’assurer la gestion des urgences radiologiques et nucléaires. Depuis 2015, elle occupe le poste de responsable des audits de sûreté et de sécurité, affirmant ainsi son engagement en faveur de l’excellence et du renforcement des normes de sûreté et sécurité.
En janvier 2025, elle est nommée première vice-présidente de l'International Nuclear Societies Council (en) (INSC),,, devenant ainsi la première femme à occuper cette fonction[réf. nécessaire]. À ce titre, elle joue un rôle clé dans les discussions stratégiques et les initiatives internationales visant à renforcer la sûreté nucléaire à l’échelle mondiale.

## Réalisations et engagements internationaux
Première vice-présidente de l’INSC : Participe aux discussions stratégiques et aux initiatives internationales pour le renforcement de la sûreté nucléaire.
Membre fondatrice et Vice-présidente du réseau des femmes arabes dans la sécurité CBRN[Quoi ?]. Cette initiative vise à autonomiser les femmes dans les domaines de la sécurité chimique, biologique, radiologique et nucléaire (CBRN), tout en renforçant la coopération régionale,,,. 
Membre fondatrice et présidente de WIN[Quoi ?] Maroc, la section nationale de WIN Global. L'objectif de cette organisation est de promouvoir le leadership féminin et d'encourager la participation des femmes dans le secteur du nucléaire,.
Membre du Comité exécutif et du Conseil d’administration de WiN Global : Contribue à l’orientation stratégique de l’organisation à l’échelle internationale[source détournée].
Présidente du WiN Global Award Committee : Première femme arabe et africaine à occuper ce poste, elle supervise la reconnaissance des contributions exceptionnelles des femmes dans le domaine du nucléaire.
Fondatrice et présidente de Women in Nuclear in Emergency Preparedness and Response (WiNEPRI), une initiative lancée en février 2022, ce groupe d'expertise de WIN Global met en lumière les réalisations des femmes dans la préparation et la réponse aux urgences nucléaires. En collaboration avec le CNESTEN et l'AIEA[Quoi ?], WiNEPRI aborde aussi les défis uniques auxquels elles sont confrontées. L'objectif est de valoriser leurs contributions tout en sensibilisant aux enjeux spécifiques du secteur,.
En tant qu’experte de l’AIEA, Khadija Bendam a conçu, dirigé et évalué les premiers exercices radiologiques pour les pays d’Afrique anglophone en 2015, puis pour les pays francophones en 2018. Cette mission a marqué une étape clé dans le renforcement des capacités de réponse aux urgences radiologiques sur le continent,
Sa carrière comprend plus de 70 missions d'expertise pour l'AIEA, allant de l'évaluation des plans d'urgence radiologique à la formation des premiers intervenants, en passant par la communication publique lors de crises. Elle est également l'auteure de plusieurs ouvrages de référence sur la gestion des urgences radiologiques,[source détournée].

## Distinctions et reconnaissance
- 2022 :  Trophée de la Femme de l’année en nucléaire, décerné par Leila Benali, ministre de la Transition Énergétique et du Développement Durable[1].
- 2022 :  Trophée de la Femme de l’année au CNESTEN, remis par son directeur général, Khalid El Mediouri[1].
- 2023 :  Trophée de Femme leader en énergie, décerné par l’Association des Ingénieurs de l’École Mohammadia[14].
- 2024 : À l'occasion de la Journée Internationale de la Femme, elle a été honorée par l'UNESCO en tant que femme inspirante[1][source insuffisante].

- 2024 : En marge de la Journée Internationale de la Femme, elle a été honorée par la SNRT du Maroc[15][source insuffisante].